# Pierre-Antoine Dupont de l'Étang

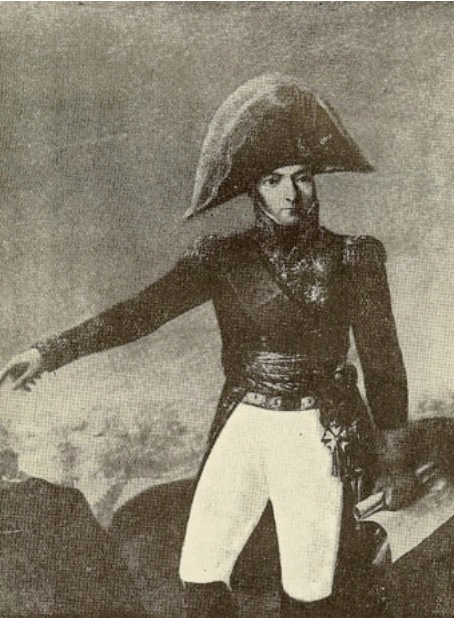
Dupont de l'Étang

Pierre-Antoine, comte Dupont de l'Étang (Chabanès, Charente, 14 de juliol de 1765 - 9 de març de 1840), fou un general francès durant les Guerres napoleòniques.

## Biografia
Fill de família noble, era germà de Pierre Antoine Dupont-Chaumont, també comte i general. Inicià la carrera militar amb 19 anys, el 1784, a la legió francesa, amb el grau de sotstinent i va servir als Països Baixos. L'any 1791 serví com a sotstinent en el 12è regiment d'infanteria. El 10 de juny del 1792 rebé la creu de Cavaller de Sant Lluís de mans del rei Lluís XVI per les seves accions en l'afer de Pas-de-Baisieux i, aquest mateix any, ascendí a tinent coronel. L'any 1793 ascendí a coronel i a general de brigada, i serví a l'Estat Major de l'Exèrcit del Nord.
L'any 1795 fou nomenat director del Gabinet Topogràfic d'història militar, creat pel Directori, de la mà de Carnot. El 2 de maig del 1797 fou ascendit a general de divisió i director del departament de guerra.
La lleial adhesió de Dupont al primer cònsol durant el cop d'estat del 18 de Brumari li valgué el nomenament de cap de l'Estat Major de la Reserva del general Berthier. Intervingué en la campanya d'Itàlia (1799 - 1800), en què participà, entre d'altres, en la batalla de Marengo contra els austríacs.
L'any 1804 fou nomenat gran oficial de la Legió d'Honor. Durant la campanya del Danubi, el 1805, com a líder de la 1a Divisió del 6è Cos sota les ordres del mariscal Ney, es feu valedor de les màximes distincions, especialment en l'acció d'Albeck-Haslach, en la qual evità la fugida dels austríacs durant la batalla d'Ulm, i contribuí a l'aïllament i la captura del general austríac Mack i el seu exèrcit. La batalla de Friedland el feu encara més famós.
A finals de desembre del 1807 fou enviat a combatre a la Guerra del Francès. El 26 de desembre entrà a Vitòria; el 12 de gener de 1808, a Valladolid; l'11 d'abril, a Aranjuez; el 24, a Toledo, i el 2 de juny, a Andújar.
Per aquesta època el seu prestigi arribà al zenit.
| «                                                                           | […] no hi ha en l'Imperi un general de divisió amb la classe de Dupont. L'opinió de l'exèrcit, d'acord amb el benentès del sobirà, el portarà al primer rang de la milícia; i quan parteixi cap a Andalusia, hom no dubta que trobarà a Cadis el seu bastó de mariscal. | » |
| — General Maximilien Sébastien Foy, Història de la guerra dins la península | |   |

Després de l'aixecament del 2 de maig del 1808 a Madrid, la situació de l'exèrcit francès empitjorà. Dupont marxà cap a Còrdova amb la Divisió Barbou, formada per uns 12.000 homes. En arribar Alcolea es trobà amb la resistència dels espanyols dirigits pel general Echevarri, mentre que el general Castaños, amb 40.000 homes a les seves ordres, amenaçà de col·lapsar les seves comunicacions amb Madrid. Derrotà Echevarri al pont d'Alcolea i entrà a Còrdova el 7 de juny, i on un tret del veí Pedro Moreno va ferir el mariscal i li va matar el cavall, així que els francesos, en revenja, van saquejar la ciutat durant tres dies.
Dupont retrocedí fins a Andújar i Bailèn, on es trobà amb tot l'exèrcit espanyol, que el derrotà.

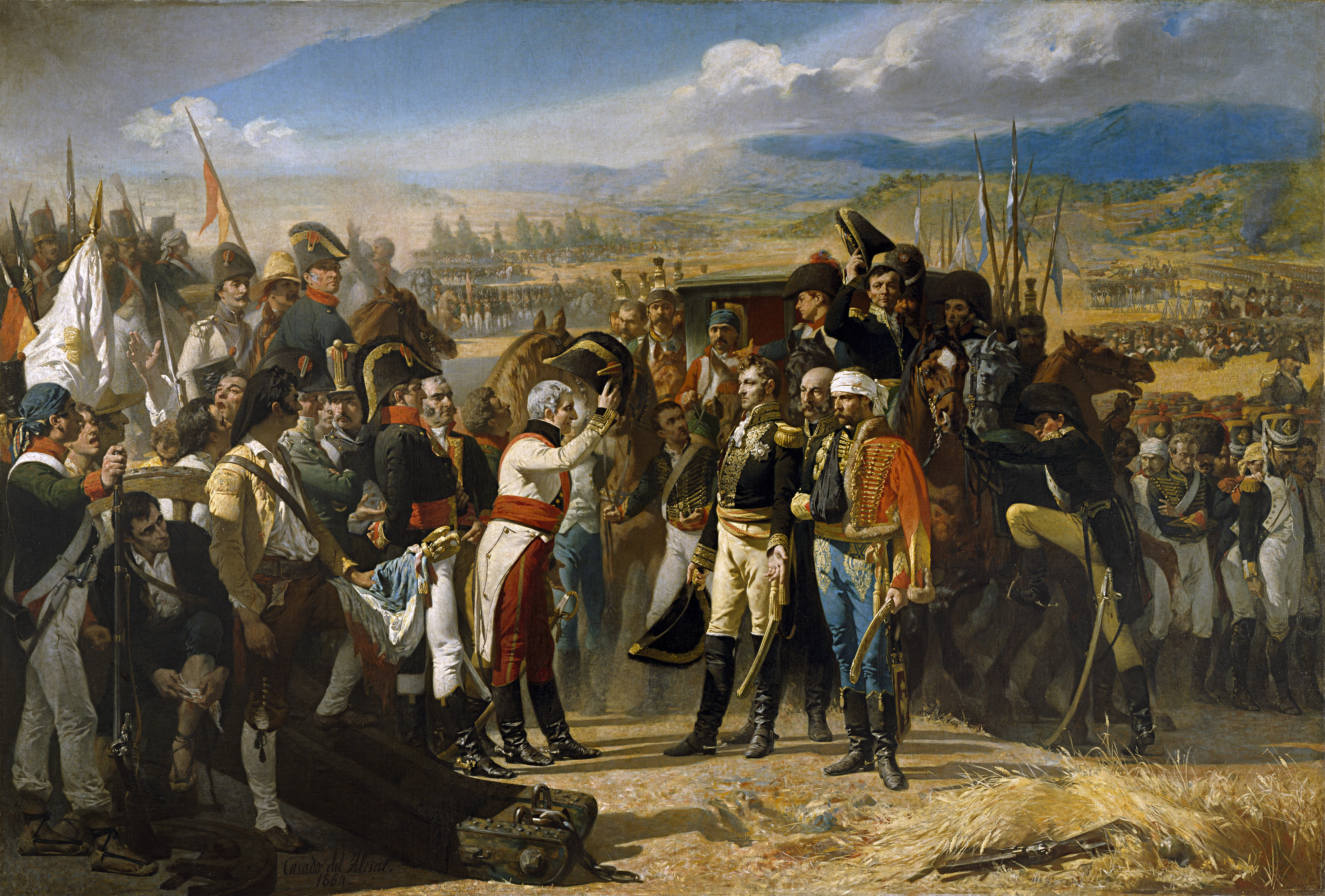
Representació de la rendició de la batalla de Bailèn

Tots el mèrits obtinguts fins al moment desaparegueren. Després de la derrota a la batalla de Bailèn, Dupont fou culpat per Napoleó del desastre, fou empresonat en arribar a França, juntament amb altres generals vençuts, i les seves causes se sotmeteren al dictamen d'una comissió especial. Pel dictamen de la comissió, Dupont fou privat de tots els seus graus, títols i condecoracions, s'esborrà el seu nom de l'anuari de la Legió d'Honor, i se li prohibí l'ús de l'uniforme militar i del títol de comte, se li confiscaren totes les pensions i se'l tancà a la presó.
Quan Lluís XVIII retornà al tron de França l'excarcerà i li restituí tots els honors i propietats. El 3 de desembre del 1814, el rei el nomenà ministre de la guerra. El seu ministeri no fou reeixit i fou reemplaçat pel general Soult.
Durant el govern dels cent dies, Napoleó el tornà a degradar i empresonar. Fou, altre cop, restituït a la tornada del Borbons. El 19 de setembre del 1815 fou nomenat ministre d'Estat i membre del consell privat del rei.
Després de fer de diputat per la Cherente des del 1815, el 1830 renuncià i el 1832 es retirà de l'exèrcit a l'edat de 66 anys.